# Coupe d'Europe FIBA 2017-2018
Navigation
2016-2017 2018-2019
La Coupe d'Europe FIBA 2017-2018 est la 3e édition de la Coupe d'Europe FIBA, quatrième compétition européenne de clubs dans la hiérarchie du basket-ball européen.

## Équipes participantes
Quarante équipes participent à l'édition 2017-2018 de la Coupe d'Europe FIBA. Les trente-huit premières (qualifiées directement ou reversées du second tour de qualification de la Ligue des Champions) sont réparties dans huit groupes de quatre équipes et deux de trois équipes. Les deux premières équipes de chaque groupe et les quatre meilleures troisièmes participent au tour suivant. Les playoffs réunissent les vingt-quatre meilleures équipes de ce second tour auxquelles s'ajoutent celles éliminées de la saison régulière de la Ligue des Champions.
| Premier tour de qualification   | Premier tour de qualification | Premier tour de qualification          | Premier tour de qualification |
| ------------------------------- | ----------------------------- | -------------------------------------- | ----------------------------- |
| İstanbul Başakşehir (10e)       | BC Körmend (4e)               | BK Pardubice (3e)                      | Rabotnički Skopje (3e)        |
| Trabzonspor (12e)               | Szolnoki Olaj (5e)            | S.Oliver Würzbourg (14e)               | Stal Ostrów Wielkopolski (3e) |
| Demir İnşaat Büyükçekmece (13e) | CSM Oradea (3e)               | KR Reykjavik (1er)                     | Parma Basket (13e)            |
| Rilski Sportist (3e)            | CSU Sibiu (4e)                | Bnei Hasharon (7e)                     | Borås Basket (5e)             |
| Balkan Botevgrad (6e)           | Belfius Mons-Hainaut (7e)     | KK Nevėžis (9e)                        | BC Dnipro (3e)                |
| Deuxième tour de qualification  |                               |                                        |                               |
| Proximus Spirou (4e)            | Tartu Rock (2e)               | Falco-Trend Optika KC Szombathely (2e) | FC Porto (2e)                 |
| BC Beroe (2e)                   | ESSM Le Portel (8e)           | Steaua Bucarest (2e)                   | Södertälje Kings (2e)         |
| AEK Larnaca (2e)                | Khimik Youjne (2e)            |                                        |                               |

## Compétition

### Qualifications

#### Premier tour
| Équipe 1           | Score     | Équipe 2                  | Aller  | Retour |
| ------------------ | --------- | ------------------------- | ------ | ------ |
| Balkan Botevgrad   | 152 - 151 | CSM Oradea                | 82-66  | 70-85  |
| Szolnoki Olaj      | 176 - 175 | Trabzonspor               | 108-89 | 68-77  |
| BC Dnipro          | 156 - 171 | Demir İnşaat Büyükçekmece | 89-88  | 67-83  |
| Borås Basket       | 133 - 163 | BC Körmend                | 61-78  | 72-85  |
| CSU Sibiu          | 142 - 156 | BK Pardubice              | 78-79  | 64-77  |
| KR Reykjavik       | 138 - 172 | Belfius Mons-Hainaut      | 67-88  | 71-84  |
| Bnei Hasharon      | 148 - 139 | Stal Ostrów Wielkopolski  | 84-74  | 64-65  |
| KK Nevėžis         | 167 - 143 | Rilski Sportist           | 76-81  | 91-62  |
| Parma Basket       | 183 - 136 | Rabotnički Skopje         | 88-63  | 95-73  |
| S.Oliver Würzbourg | 138 - 140 | İstanbul Başakşehir       | 62-75  | 76-65  |

#### Deuxième tour
| Équipe 1                  | Score     | Équipe 2          | Aller | Retour |
| ------------------------- | --------- | ----------------- | ----- | ------ |
| BC Körmend                | 164 - 147 | Steaua Bucarest   | 91-75 | 73-72  |
| Bnei Hasharon             | 150 - 151 | FC Porto          | 65-68 | 85-83  |
| Balkan Botevgrad          | 169 - 180 | Falco Szombathely | 95-96 | 74-84  |
| Szolnoki Olaj             | 159 - 138 | Södertälje Kings  | 86-63 | 73-75  |
| İstanbul Başakşehir       | 165 - 158 | Khimik Youjne     | 89-90 | 76-68  |
| Parma Basket              | 129 - 148 | ESSM Le Portel    | 74-74 | 55-74  |
| KK Nevėžis                | 156 - 145 | AEK Larnaca       | 90-60 | 66-85  |
| Belfius Mons-Hainaut      | 167 - 135 | BC Beroe          | 88-69 | 79-66  |
| Demir İnşaat Büyükçekmece | 160 - 146 | Tartu Rock        | 87-78 | 73-68  |
| BK Pardubice              | 141 - 180 | Proximus Spirou   | 75-92 | 66-88  |

## Phase régulière

### Premier tour
Le premier tour de la saison régulière se déroule du 18 octobre au 6 décembre 2017.

#### Groupe A
| Rang | Équipe                 | Pts | J | G | P | Pp  | Pc  | Diff |  | Résultats (dom.\ext.)  |       |       |       |        |
| ---- | ---------------------- | --- | - | - | - | --- | --- | ---- |  | ---------------------- | ----- | ----- | ----- | ------ |
| 1    | ESSM Le Portel         | 11  | 6 | 5 | 1 | 486 | 392 | 94   |  | Port of Antwerp Giants |       | 78-77 | 70-73 | 84-77  |
| 2    | Donar Groningen        | 10  | 6 | 4 | 2 | 453 | 391 | 62   |  | Donar Groningen        | 84-82 |       | 77-72 | 94-56  |
| 3    | Port of Antwerp Giants | 9   | 6 | 3 | 3 | 484 | 489 | -5   |  | ESSM Le Portel         | 94-79 | 60-49 |       | 101-51 |
| 4    | KK Bosna               | 6   | 6 | 0 | 6 | 377 | 528 | -151 |  | KK Bosna               | 84-91 | 43-72 | 66-86 |        |

#### Groupe B
| Rang | Équipe           | Pts | J | G | P | Pp  | Pc  | Diff |  | Résultats (dom.\ext.) |       |        |       |        |
| ---- | ---------------- | --- | - | - | - | --- | --- | ---- |  | --------------------- | ----- | ------ | ----- | ------ |
| 1    | KK Nevėžis       | 10  | 6 | 4 | 2 | 508 | 464 | 44   |  | Avtodor Saratov       |       | 110-71 | 75-86 | 76-73  |
| 2    | Bakken Bears     | 10  | 6 | 4 | 2 | 523 | 493 | 30   |  | Benfica Lisbonne      | 86-97 |        | 88-83 | 95-108 |
| 3    | Avtodor Saratov  | 9   | 6 | 3 | 3 | 526 | 497 | 29   |  | KK Nevėžis            | 84-83 | 94-68  |       | 71-86  |
| 4    | Benfica Lisbonne | 7   | 6 | 1 | 5 | 484 | 587 | -103 |  | Bakken Bears          | 97-85 | 95-76  | 64-90 |        |

#### Groupe C
| Rang | Équipe                     | Pts | J | G | P | Pp  | Pc  | Diff |  | Résultats (dom.\ext.)      |       |       |       |       |
| ---- | -------------------------- | --- | - | - | - | --- | --- | ---- |  | -------------------------- | ----- | ----- | ----- | ----- |
| 1    | KK Mornar Bar              | 10  | 6 | 4 | 2 | 437 | 417 | 20   |  | FC Porto                   |       | 86-90 | 68-55 | 85-84 |
| 2    | Joensuun Kataja            | 10  | 6 | 4 | 2 | 499 | 481 | 18   |  | Joensuun Kataja            | 88-84 |       | 81-76 | 83-87 |
| 3    | FC Porto                   | 9   | 6 | 3 | 3 | 464 | 459 | 5    |  | KK Mornar Bar              | 81-70 | 76-71 |       | 74-58 |
| 4    | Superfund Bulls Kapfenberg | 7   | 6 | 1 | 5 | 431 | 474 | -43  |  | Superfund Bulls Kapfenberg | 61-71 | 72-86 | 69-75 |       |

#### Groupe D
| Rang | Équipe              | Pts | J | G | P | Pp  | Pc  | Diff |  | Résultats (dom.\ext.) |       |       |       |       |
| ---- | ------------------- | --- | - | - | - | --- | --- | ---- |  | --------------------- | ----- | ----- | ----- | ----- |
| 1    | Keravnós Strovólou  | 11  | 6 | 5 | 1 | 497 | 437 | 60   |  | Brussels Basketball   |       | 81-78 | 86-64 | 58-68 |
| 2    | BC Körmend          | 10  | 6 | 4 | 2 | 470 | 483 | -13  |  | Balkan Botevgrad      | 89-84 |       | 83-84 | 75-84 |
| 3    | Brussels Basketball | 8   | 6 | 2 | 4 | 447 | 463 | -16  |  | BC Körmend            | 74-61 | 90-86 |       | 93-92 |
| 4    | Balkan Botevgrad    | 7   | 6 | 1 | 5 | 480 | 511 | -31  |  | Keravnós Strovólou    | 90-77 | 88-69 | 75-65 |       |

#### Groupe E
| Rang | Équipe              | Pts | J | G | P | Pp  | Pc  | Diff |  | Résultats (dom.\ext.) |       |       |       |       |
| ---- | ------------------- | --- | - | - | - | --- | --- | ---- |  | --------------------- | ----- | ----- | ----- | ----- |
| 1    | U-BT Cluj-Napoca    | 11  | 6 | 5 | 1 | 527 | 451 | 76   |  | Academic Sofia        |       | 73-88 | 76-80 | 73-70 |
| 2    | İstanbul Başakşehir | 11  | 6 | 5 | 1 | 491 | 439 | 52   |  | U-BT Cluj-Napoca      | 83-70 |       | 90-69 | 97-74 |
| 3    | Academic Sofia      | 8   | 6 | 2 | 4 | 433 | 465 | -32  |  | İstanbul Başakşehir   | 81-69 | 92-82 |       | 72-52 |
| 4    | Dinamo Tbilissi     | 6   | 6 | 0 | 6 | 402 | 498 | -96  |  | Dinamo Tbilissi       | 63-72 | 73-78 | 70-97 |       |

#### Groupe F
| Rang | Équipe          | Pts | J | G | P | Pp  | Pc  | Diff |  | Résultats (dom.\ext.) |       |       |       |       |
| ---- | --------------- | --- | - | - | - | --- | --- | ---- |  | --------------------- | ----- | ----- | ----- | ----- |
| 1    | Tsmoki-Minsk    | 10  | 6 | 4 | 2 | 461 | 439 | 22   |  | Alba Fehérvár         |       | 73-64 | 60-72 | 74-93 |
| 2    | Alba Fehérvár   | 9   | 6 | 3 | 3 | 456 | 436 | 20   |  | Tsmoki-Minsk          | 87-82 |       | 76-78 | 83-65 |
| 3    | Proximus Spirou | 9   | 6 | 3 | 3 | 429 | 441 | -12  |  | Proximus Spirou       | 52-74 | 78-82 |       | 66-62 |
| 4    | Bnei Hasharon   | 8   | 6 | 2 | 4 | 438 | 468 | -30  |  | Bnei Hasharon         | 68-93 | 63-69 | 87-83 |       |

#### Groupe G
| Rang | Équipe                    | Pts | J | G | P | Pp  | Pc  | Diff |  | Résultats (dom.\ext.)     |       |       |       |       |
| ---- | ------------------------- | --- | - | - | - | --- | --- | ---- |  | ------------------------- | ----- | ----- | ----- | ----- |
| 1    | Demir İnşaat Büyükçekmece | 11  | 6 | 5 | 1 | 478 | 409 | 69   |  | Belfius Mons-Hainaut      |       | 75-51 | 64-69 | 72-74 |
| 2    | Belfius Mons-Hainaut      | 9   | 6 | 3 | 3 | 445 | 420 | 25   |  | Khimik Youjne             | 78-75 |       | 60-80 | 59-78 |
| 3    | Sigal Prishtina           | 9   | 6 | 3 | 3 | 422 | 441 | -19  |  | Demir İnşaat Büyükçekmece | 79-84 | 80-76 |       | 86-59 |
| 4    | Khimik Youjne             | 7   | 6 | 1 | 5 | 389 | 464 | -75  |  | Sigal Prishtina           | 69-75 | 76-65 | 66-84 |       |

#### Groupe H
| Rang | Équipe            | Pts | J | G | P | Pp  | Pc  | Diff |  | Résultats (dom.\ext.) |       |        |        |        |
| ---- | ----------------- | --- | - | - | - | --- | --- | ---- |  | --------------------- | ----- | ------ | ------ | ------ |
| 1    | BK Nijni Novgorod | 11  | 6 | 5 | 1 | 523 | 475 | 48   |  | Szolnoki Olaj         |       | 97-71  | 89-79  | 94-73  |
| 2    | Szolnoki Olaj     | 10  | 6 | 4 | 2 | 515 | 458 | 57   |  | BK Nijni Novgorod     | 78-70 |        | 94-92  | 95-70  |
| 3    | Falco Szombathely | 9   | 6 | 3 | 3 | 546 | 471 | 75   |  | Falco Szombathely     | 84-74 | 79-84  |        | 108-87 |
| 4    | Karpoš Sokoli     | 6   | 6 | 0 | 6 | 413 | 593 | -180 |  | Karpoš Sokoli         | 73-91 | 67-101 | 43-104 |        |

### Deuxième tour
Le deuxième tour de la saison régulière se réroule du 20 décembre 2017 au 7 février 2018.

#### Groupe I
| Rang | Équipe              | Pts | J | G | P | Pp  | Pc  | Diff |  | Résultats (dom.\ext.) |       |       |       |        |
| ---- | ------------------- | --- | - | - | - | --- | --- | ---- |  | --------------------- | ----- | ----- | ----- | ------ |
| 1    | ESSM Le Portel      | 12  | 6 | 6 | 0 | 496 | 403 | 93   |  | ESSM Le Portel        |       | 79-72 | 90-68 | 86-49  |
| 2    | BK Nijni Novgorod   | 9   | 6 | 3 | 3 | 491 | 478 | 13   |  | BK Nijni Novgorod     | 57-76 |       | 84-75 | 110-86 |
| 3    | İstanbul Başakşehir | 9   | 6 | 3 | 3 | 469 | 523 | -54  |  | Joensuun Kataja       | 77-82 | 80-89 |       | 82-87  |
| 4    | Joensuun Kataja     | 6   | 6 | 0 | 6 | 465 | 517 | -52  |  | İstanbul Başakşehir   | 80-83 | 82-79 | 85-83 |        |

#### Groupe J
| Rang | Équipe                    | Pts | J | G | P | Pp  | Pc  | Diff |  | Résultats (dom.\ext.)     |       |       |       |       |
| ---- | ------------------------- | --- | - | - | - | --- | --- | ---- |  | ------------------------- | ----- | ----- | ----- | ----- |
| 1    | Alba Fehérvár             | 11  | 6 | 5 | 1 | 500 | 462 | 38   |  | KK Nevėžis                |       | 75-78 | 81-86 | 90-87 |
| 2    | BC Körmend                | 9   | 6 | 3 | 3 | 461 | 483 | -22  |  | Demir İnşaat Büyükçekmece | 77-90 |       | 79-72 | 75-78 |
| 3    | KK Nevėžis                | 8   | 6 | 2 | 4 | 495 | 501 | -6   |  | BC Körmend                | 85-79 | 73-71 |       | 77-85 |
| 4    | Demir İnşaat Büyükçekmece | 8   | 6 | 2 | 4 | 452 | 462 | -10  |  | Alba Fehérvár             | 88-80 | 74-72 | 88-68 |       |

#### Groupe K
| Rang | Équipe        | Pts | J | G | P | Pp  | Pc  | Diff |  | Résultats (dom.\ext.) |       |       |       |        |
| ---- | ------------- | --- | - | - | - | --- | --- | ---- |  | --------------------- | ----- | ----- | ----- | ------ |
| 1    | Bakken Bears  | 10  | 6 | 4 | 2 | 509 | 536 | -27  |  | KK Mornar Bar         |       | 83-76 | 76-87 | 73-68  |
| 2    | Tsmoki-Minsk  | 9   | 6 | 3 | 3 | 472 | 429 | 43   |  | Tsmoki-Minsk          | 84-45 |       | 85-86 | 86-61  |
| 3    | KK Mornar Bar | 9   | 6 | 3 | 3 | 461 | 497 | -36  |  | Bakken Bears          | 93-92 | 75-96 |       | 100-96 |
| 4    | Szolnoki Olaj | 8   | 6 | 2 | 4 | 484 | 464 | 20   |  | Szolnoki Olaj         | 89-92 | 79-45 | 91-68 |        |

#### Groupe L
| Rang | Équipe               | Pts | J | G | P | Pp  | Pc  | Diff |  | Résultats (dom.\ext.) |        |       |       |       |
| ---- | -------------------- | --- | - | - | - | --- | --- | ---- |  | --------------------- | ------ | ----- | ----- | ----- |
| 1    | Donar Groningen      | 10  | 6 | 4 | 2 | 511 | 444 | 67   |  | Keravnós Strovólou    |        | 67-71 | 74-72 | 89-72 |
| 2    | U-BT Cluj-Napoca     | 9   | 6 | 3 | 3 | 455 | 468 | -13  |  | U-BT Cluj-Napoca      | 77-71  |       | 73-77 | 77-80 |
| 3    | Keravnós Strovólou   | 9   | 6 | 3 | 3 | 437 | 463 | -26  |  | Donar Groningen       | 109-69 | 92-72 |       | 96-72 |
| 4    | Belfius Mons-Hainaut | 8   | 6 | 2 | 4 | 451 | 479 | -28  |  | Belfius Mons-Hainaut  | 62-67  | 81-85 | 84-65 |       |

## Phase éliminatoire
Les 8 équipes qualifiées du second tour de Coupe d'Europe FIBA et les 8 équipes reversées de Ligue des Champions se qualifient pour la phase éliminatoire.

### Tableau récapitulatif
|  |                        |                        |                        |                        |                        |                        |                        |                  |                  |                  |                  |                  |                  |                  |                  |                  |        |        |        |        |        |        |        |        |
|  | Huitièmes de finale    | Huitièmes de finale    | Huitièmes de finale    | Huitièmes de finale    | Huitièmes de finale    |                        |                        | Quarts de finale | Quarts de finale | Quarts de finale | Quarts de finale | Quarts de finale |                  |                  | Finale           | Finale           | Finale | Finale | Finale | Finale | Finale | Finale | Finale | Finale |
|  |                        |                        |                        |                        |                        |                        |                        |                  |                  |                  |                  |                  |                  |                  |                  |                  |        |        |        |        |        |        |        |        |
|  |                        |                        |                        |                        |                        |                        |                        |                  | Demi-finales     |                  |                  |                  |                  |                  |                  |                  |        |        |        |        |        |        |        |        |
|  |                        |                        |                        |                        |                        |                        |                        |                  |                  |                  |                  |                  |                  |                  |                  |                  |        |        |        |        |        |        |        |        |
|  |                        |                        |                        |                        |                        |                        |                        |                  |                  |                  |                  |                  |                  |                  |                  |                  |        |        |        |        |        |        |        |        |
|  | BK Ventspils           |                        | *73                    | 81                     | 154                    |                        |                        |                  |                  |                  |                  |                  |                  |                  |                  |                  |        |        |        |        |        |        |        |        |
|  | BK Ventspils           |                        |                        |                        |                        |                        |                        |                  |                  |                  |                  |                  |                  |                  |                  |                  |        |        |        |        |        |        |        |        |
|  | Bakken Bears           |                        | 93                     | *75                    | 168                    |                        |                        |                  |                  |                  |                  |                  |                  |                  |                  |                  |        |        |        |        |        |        |        |        |
|  | Bakken Bears           | Bakken Bears           | 93                     | *75                    | 168                    |                        | *76                    | 80               | 156              |                  |                  |                  |                  |                  |                  |                  |        |        |        |        |        |        |        |        |
|  |                        |                        |                        |                        |                        |                        | *76                    | 80               | 156              |                  |                  |                  |                  |                  |                  |                  |        |        |        |        |        |        |        |        |
|  |                        |                        | ESSM Le Portel         |                        | 62                     | *86                    | 148                    |                  |                  |                  |                  |                  |                  |                  |                  |                  |        |        |        |        |        |        |        |        |
|  | Dinamo Basket Sassari  |                        | ESSM Le Portel         | *72                    | 62                     | *86                    | 148                    | 81               | 153              |                  |                  |                  |                  |                  |                  |                  |        |        |        |        |        |        |        |        |
|  | Dinamo Basket Sassari  |                        |                        | *72                    |                        |                        |                        |                  |                  |                  |                  |                  |                  |                  |                  |                  |        |        |        |        |        |        |        |        |
|  | ESSM Le Portel         |                        | 55                     | *100                   | 155                    |                        |                        |                  |                  |                  |                  |                  |                  |                  |                  |                  |        |        |        |        |        |        |        |        |
|  | ESSM Le Portel         |                        |                        |                        | 155                    | Bakken Bears           | Bakken Bears           | Bakken Bears     | Bakken Bears     | Bakken Bears     | Bakken Bears     |                  | 72               | *72              | 144              |                  |        |        |        |        |        |        |        |        |
|  |                        |                        |                        |                        |                        | Bakken Bears           | Bakken Bears           | Bakken Bears     | Bakken Bears     | Bakken Bears     | Bakken Bears     |                  | 72               | *72              | 144              |                  |        |        |        |        |        |        |        |        |
|  | Sidigas Avellino       | Sidigas Avellino       | Sidigas Avellino       | Sidigas Avellino       | Sidigas Avellino       | Sidigas Avellino       |                        | *75              | 82               | 157              |                  |                  |                  |                  |                  |                  |        |        |        |        |        |        |        |        |
|  | Sidigas Avellino       | Sidigas Avellino       | Sidigas Avellino       | Sidigas Avellino       | Sidigas Avellino       | Sidigas Avellino       | Utenos Juventus        | *75              | 82               | 157              |                  | *87              | 76               | 163              |                  |                  |        |        |        |        |        |        |        |        |
|  |                        |                        |                        |                        |                        |                        | Utenos Juventus        |                  |                  |                  |                  | *87              | 76               | 163              |                  |                  |        |        |        |        |        |        |        |        |
|  | Alba Fehérvár          |                        | 74                     | *78                    | 152                    |                        |                        |                  |                  |                  |                  |                  |                  |                  |                  |                  |        |        |        |        |        |        |        |        |
|  | Alba Fehérvár          | Utenos Juventus        | 74                     | *78                    | 152                    |                        | *77                    | 68               | 145              |                  |                  |                  |                  |                  |                  |                  |        |        |        |        |        |        |        |        |
|  |                        |                        |                        |                        |                        |                        | *77                    | 68               | 145              |                  |                  |                  |                  |                  |                  |                  |        |        |        |        |        |        |        |        |
|  |                        |                        | Sidigas Avellino       |                        | 77                     | *85                    | 162                    |                  |                  |                  |                  |                  |                  |                  |                  |                  |        |        |        |        |        |        |        |        |
|  | Sidigas Avellino       |                        | Sidigas Avellino       | *70                    | 77                     | *85                    | 162                    | 81               | 151              |                  |                  |                  |                  |                  |                  |                  |        |        |        |        |        |        |        |        |
|  | Sidigas Avellino       |                        |                        |                        |                        |                        |                        |                  |                  |                  |                  |                  |                  |                  |                  |                  |        |        |        |        |        |        |        |        |
|  | Tsmoki-Minsk           |                        | 70                     | *72                    | 142                    |                        |                        |                  |                  |                  |                  |                  |                  |                  |                  |                  |        |        |        |        |        |        |        |        |
|  | Tsmoki-Minsk           |                        |                        |                        |                        |                        |                        |                  |                  |                  | Sidigas Avellino | Sidigas Avellino | Sidigas Avellino | Sidigas Avellino | Sidigas Avellino | Sidigas Avellino |        | *69    | 79     | 148    |        |        |        |        |
|  |                        |                        |                        |                        |                        |                        |                        |                  |                  |                  | Sidigas Avellino | Sidigas Avellino | Sidigas Avellino | Sidigas Avellino | Sidigas Avellino | Sidigas Avellino |        | *69    | 79     | 148    |        |        |        |        |
|  | Reyer Maschile Venezia | Reyer Maschile Venezia | Reyer Maschile Venezia | Reyer Maschile Venezia | Reyer Maschile Venezia | Reyer Maschile Venezia |                        | 77               | *81              | 158              |                  |                  |                  |                  |                  |                  |        |        |        |        |        |        |        |        |
|  | Reyer Maschile Venezia | Reyer Maschile Venezia | Reyer Maschile Venezia | Reyer Maschile Venezia | Reyer Maschile Venezia | Reyer Maschile Venezia | U-BT Cluj-Napoca       | 77               | *81              | 158              |                  | 76               | *69              | 145              |                  |                  |        |        |        |        |        |        |        |        |
|  |                        |                        |                        |                        |                        |                        |                        |                  |                  |                  |                  | 76               | *69              | 145              |                  |                  |        |        |        |        |        |        |        |        |
|  | Donar Groningen        |                        | *103                   | 76                     | 179                    |                        |                        |                  |                  |                  |                  |                  |                  |                  |                  |                  |        |        |        |        |        |        |        |        |
|  | Donar Groningen        | Donar Groningen        | *103                   | 76                     | 179                    |                        | 67                     | *101             | 168              |                  |                  |                  |                  |                  |                  |                  |        |        |        |        |        |        |        |        |
|  |                        |                        |                        |                        |                        |                        | 67                     | *101             | 168              |                  |                  |                  |                  |                  |                  |                  |        |        |        |        |        |        |        |        |
|  |                        |                        | Mornar Bar             |                        | *73                    | 74                     | 147                    |                  |                  |                  |                  |                  |                  |                  |                  |                  |        |        |        |        |        |        |        |        |
|  | BC Oostende            |                        | Mornar Bar             | *84                    | *73                    | 74                     | 147                    | 63               | 147              |                  |                  |                  |                  |                  |                  |                  |        |        |        |        |        |        |        |        |
|  | BC Oostende            |                        |                        | *84                    |                        |                        |                        |                  |                  |                  |                  |                  |                  |                  |                  |                  |        |        |        |        |        |        |        |        |
|  | Mornar Bar             |                        | 71                     | *90                    | 161                    |                        |                        |                  |                  |                  |                  |                  |                  |                  |                  |                  |        |        |        |        |        |        |        |        |
|  | Mornar Bar             |                        |                        |                        | 161                    | Donar Groningen        | Donar Groningen        | Donar Groningen  | Donar Groningen  | Donar Groningen  | Donar Groningen  |                  | 72               | *83              | 155              |                  |        |        |        |        |        |        |        |        |
|  |                        |                        |                        |                        |                        | Donar Groningen        | Donar Groningen        | Donar Groningen  | Donar Groningen  | Donar Groningen  | Donar Groningen  |                  | 72               | *83              | 155              |                  |        |        |        |        |        |        |        |        |
|  | Reyer Maschile Venezia | Reyer Maschile Venezia | Reyer Maschile Venezia | Reyer Maschile Venezia | Reyer Maschile Venezia | Reyer Maschile Venezia |                        | *82              | 80               | 162              |                  |                  |                  |                  |                  |                  |        |        |        |        |        |        |        |        |
|  | Reyer Maschile Venezia | Reyer Maschile Venezia | Reyer Maschile Venezia | Reyer Maschile Venezia | Reyer Maschile Venezia | Reyer Maschile Venezia | Reyer Maschile Venezia | *82              | 80               | 162              |                  | *83              | 86               | 169              |                  |                  |        |        |        |        |        |        |        |        |
|  |                        |                        |                        |                        |                        |                        | Reyer Maschile Venezia |                  |                  |                  |                  | *83              | 86               | 169              |                  |                  |        |        |        |        |        |        |        |        |
|  | BC Körmend             |                        | 51                     | *88                    | 139                    |                        |                        |                  |                  |                  |                  |                  |                  |                  |                  |                  |        |        |        |        |        |        |        |        |
|  | BC Körmend             | Reyer Maschile Venezia | 51                     | *88                    | 139                    |                        | *86                    | 90               | 176              |                  |                  |                  |                  |                  |                  |                  |        |        |        |        |        |        |        |        |
|  |                        |                        |                        |                        |                        |                        | *86                    | 90               | 176              |                  |                  |                  |                  |                  |                  |                  |        |        |        |        |        |        |        |        |
|  |                        |                        | Nijni Novgorod         |                        | 76                     | *94                    | 170                    |                  |                  |                  |                  |                  |                  |                  |                  |                  |        |        |        |        |        |        |        |        |
|  | Keravnós Strovólou     |                        | Nijni Novgorod         | *62                    | 76                     | *94                    | 170                    | 61               | 123              |                  |                  |                  |                  |                  |                  |                  |        |        |        |        |        |        |        |        |
|  | Keravnós Strovólou     |                        |                        | *62                    |                        |                        |                        | 61               | 123              |                  |                  |                  |                  |                  |                  |                  |        |        |        |        |        |        |        |        |
|  | Nijni Novgorod         |                        | 77                     | *71                    | 148                    |                        |                        |                  |                  |                  |                  |                  |                  |                  |                  |                  |        |        |        |        |        |        |        |        |
|  | Nijni Novgorod         |                        | 77                     | *71                    | 148                    |                        |                        |                  |                  |                  |                  |                  |                  |                  |                  |                  |        |        |        |        |        |        |        |        |

* : indique l'équipe évoluant à domicile.

## Récompenses individuelles

### Récompenses hebdomadaires
| Journée | Joueur                  | Équipe                  | Éval. |
| ------- | ----------------------- | ----------------------- | ----- |
| 1       | Jeff Adrien (1/1)       | Bnei Hasharon (1/1)     | 38    |
| 2       | Seth Tuttle (1/1)       | Proximus Spirou (1/1)   | 29    |
| 3       | Darrin Govens (1/1)     | Falco Szombathely (1/2) | 45    |
| 4       | Kendrick Perry (1/1)    | Szolnoki Olaj (1/2)     | 28    |
| 5       | Evan Bruinsma (1/3)     | Donar Groningen (1/5)   | 40    |
| 6       | Krisztofer Durázi (1/1) | Falco Szombathely (2/2) | 35    |

| Journée | Joueur                    | Équipe                | Éval. |
| ------- | ------------------------- | --------------------- | ----- |
| 1       | Jeffrey Crockett (1/1)    | Bakken Bears (1/1)    | 27    |
| 2       | Thomas Koenis (1/1)       | Donar Groningen (2/5) | 36    |
| 3       | Péter Lóránt (1/1)        | Alba Fehérvár (1/1)   | 38    |
| 4       | Evan Bruinsma (2/3)       | Donar Groningen (3/5) | 31    |
| 5       | Ivan Strebkov (1/1)       | Nijni Novgorod (1/2)  | 32    |
| 6       | Strahinja Milošević (1/1) | Szolnoki Olaj (2/2)   | 28    |

| Journée | Joueur              | Équipe                | Éval. |
| ------- | ------------------- | --------------------- | ----- |
| 1       | Brandyn Curry (1/1) | Donar Groningen (4/5) | 33    |
| 2       | Frank Hassell (1/1) | Le Portel (1/1)       | 37    |

| Journée | Joueur               | Équipe                  | Éval. |
| ------- | -------------------- | ----------------------- | ----- |
| 1       | Hrvoje Perić (1/1)   | Venise (1/1)            | 27    |
| 2       | Stevan Jelovac (1/1) | BK Nijni Novgorod (2/2) | 45    |

| Journée | Joueur              | Équipe                 | Éval. |
| ------- | ------------------- | ---------------------- | ----- |
| 1       | Jason Rich (1/1)    | Sidigas Avellino (1/1) | 30    |
| 2       | Evan Bruinsma (3/3) | Donar Groningen (5/5)  | 23    |